# Kràsnaia Poliana (Bélgorod)
Kràsnaia Poliana - Красная Поляна (rus) - és un poble de l'óblast de Bélgorod, a Rússia. El 2010 tenia 778 habitants. Pertany al districte (raion) de Xebékino.